# Federico Boyd
Federico Augusto Boyd López (Panamà, República de Nova Granada, 24 de setembre de 1851 - 25 de maig de 1924) va ser un polític panameny, quart president de la República de Panamà.
Els seus pares van ser Archibaldo B. Boyd i María López de Boyd.
Es va dedicar als negocis i va fer una fortuna. Incursionó al món polític del seu govern i és conegut com un advocat patriota que lluitava per la seva pàtria malgrat les conseqüències que aquesta impliqués.
Amb els seus dots diplomàtics va negociar la construcció de l'aqüeducte per a la Ciutad del Istmo; acompanyat de membres del govern, va viatjar a Colòmbia per advocar a favor de la pròrroga de la Companyia del Canal.
El seu més destacada missió en pro de la pàtria va ser haver participat en els successos que van culminar amb la Independència de 1903. La seva figura es va fer més prestigiosa a partir d'aquests esdeveniments, ja que en constituir-se la Junta de Govern Provisional va ser un dels seus membres acompanyant a don José Agustín Arango i a don Tomás Arias; reconeixent-se per a la posteritat com un dels próceres de la Independència de Panamà respecte de Colòmbia.